# Jérémy Chatelain
Jérémy Chatelain (Créteil, 19 ottobre 1984) è un cantautore e produttore discografico francese.
Ha debuttato come cantante nel 2003, pubblicando per l'etichetta discografica Mercury il suo primo album, intitolato Jérémy Chatelain, che ha riscosso un discreto successo in Francia e Belgio.

## Biografia
Pur essendo uno studente eccellente, decide di lasciare il liceo per partecipare alla seconda stagione dell'edizione francese del reality show Star Academy (andata in onda nella stagione televisiva 2002/2003), venendo però estromesso dallo show dopo due mesi e mezzo, ma riuscendo comunque a partecipare al tour riservato ad alcuni concorrenti dello show.

## Carriera
Il 28 febbraio 2003 ha pubblicato il suo primo singolo Laisse-moi, che ha venduto oltre 170 000 copie ed è arrivato alla Top 10 Francese e Top 50 come Singles Chart. Tale singolo è stato poi incluso nel suo primo album Jérémy Chatelain e i brani ivi presenti portano quasi tutti la firma di Jérémy. Nel 2004 ha recitato insieme a Bernard Tapie in un episodio della serie televisiva Il commissario Valence, interpretando il figlio del commissario. 
All'inizio del 2006 Jérémy ha pubblicato Katmandou, il primo singolo per il suo secondo album e il 13 marzo 2006 è stato pubblicato il suo secondo album, intitolato Variétés françaises, che ha però riscosso un minor successo del precedente. 
Nel 2007 ha partecipato alla produzione e alla composizione dei brani del terzo album (dal titolo Psychédélices) della cantante corsa Alizée (all'epoca sua moglie), segnando il ritorno di quest'ultima nelle scene musicali dopo un periodo di pausa di circa 3 anni. Nel 2010 ha partecipato alla stesura di dodici canzoni del musical Pollux et son merry-go-round. 
Dopo diversi anni lontano dai grandi riflettori, a luglio 2023 ha rilasciato un nuovo singolo, L'hymne aux oiseaux, che ha anticipato il suo terzo album, Total Recall, uscito a gennaio 2024.

## Vita privata
il 25 marzo 2003 Jérémy ha conosciuto la cantante Alizée, in occasione della prima edizione dell'Eurobest, tenutasi a Cannes, dove entrambi i giovani cantanti sono stati invitati speciali. I due si sono sposati il 6 novembre di tale anno a Las Vegas e il 28 aprile 2005 hanno dato alla luce una bambina, Annily, ma nel 2012 si sono separati. In seguito il cantante ha iniziato una relazione con Julie Favre e ha avuto con lei un figlio, Forest, nel 2018.

## Discografia

### Album
- 2003 - Jérémy Chatelain
- 2006 - Variétés françaises
- 2024 - Totall Recall

### Singoli
- 2003 - Laisse-moi
- 2003 - Belle Histoire
- 2003 - Vivre Ça
- 2004 - J'aimerai
- 2004 - Je M'en Fous
- 2006 - Katmandou
- 2006 - Variété Française
- 2006 - J'veux Qu'on M'enterre
- 2023 - L'hymne aux oiseaux